# Ziziphus lauii
Ziziphus lauii är en brakvedsväxtart som beskrevs av Elmer Drew Merrill. Ziziphus lauii ingår i släktet Ziziphus och familjen brakvedsväxter. Inga underarter finns listade i Catalogue of Life.